# سيث إنغهام
سيث إنغهام (بالإنجليزية: Seth Ingham)‏ هو مهندس أمريكي، ولد في 24 أكتوبر 1984.